# Reimar Lenz (Publizist)
Reimar Lenz (* 5. Juli 1931 in München; † 26. August 2014 in Berlin) war ein deutscher Publizist und Schriftsteller (Pseudonym: Wolfgang Harthauser). Lenz hat zahlreiche Texte in Zeitungen und Zeitschriften publiziert sowie über 70 Beiträge in Büchern.

## Leben

### Kindheit und Jugend
Reimar Lenz wurde 1931 in München als viertes Kind des Mediziners, Eugenikers und Rassehygienikers Fritz Lenz und als erstes Kind mit seiner zweiten Frau Kara von Borries geboren. Lenz’ Vater war 1934 bis 1944 Leiter der Abteilung Eugenik am Berliner Kaiser-Wilhelm-Institut für Anthropologie. Er versuchte Reimar von den Aufmärschen der Pimpfe des Deutschen Jungvolks freistellen zu lassen. Wegen seiner guten Schulleistungen sollte er in eine Nationalpolitische Erziehungsanstalt eintreten, was mit von seinen Eltern besorgten Attesten verhindert wurde. Lenz durfte ohne weiters mit seinem Kindheitsschwarm Justus Alenfeld, einem Kind aus einer „privilegierten Mischehe“, verkehren.
In Berlin-Zehlendorf erlebte Lenz die Schrecken der Kriegsjahre, „Phosphorbombe im Vorgarten, Luftmine in der Nachbarschaft und eine Brandbombe im Kinderzimmer“. 1944 flüchteten seine Eltern nach Westfalen zu Verwandten der Mutter. Als 14-Jähriger beschäftigte er sich bereits mit dem Buddhismus, und mit 15 Jahren gründete Lenz einen Jungenbund mit drei Grundsätzen: 1. Alle Nationen sind gleichberechtigt. 2. Alle Religionen sind gleichberechtigt. 3. Das kosmische Bewusstsein ist zu pflegen. Nach dem Abitur arbeitete er in einem „work-camp“ zusammen mit amerikanischen Quakern in Süditalien für ein Entwicklungshilfeprojekt zur Erschließung einer Wasserquelle.

### Wahrheitssucher
Ab 1955 studierte Lenz Psychologie in Tübingen und trat dort dem Sozialistischen Deutschen Studentenbund (SDS) bei. Er erhielt einen Preis der Philosophischen Fakultät der Universität Tübingen für seine Arbeit Über die Rolle des Zeiterlebens für die Phänomenologie der Erinnerungen. Später ging er zur Redaktion der Zeitschrift Atomzeitalter. Im Skriver-Verlag redigierte er die Zeitschriften Lyrische Blätter und Alternative. Zwei Jahre später reiste Lenz nach Moskau zu den Weltjugendfestspielen. 1958 organisierte er Mahnwachen in Tübingen. Am 3. Januar 1959 eröffnete Helmut Gollwitzer den Anti-Atomwaffen-Kongress in Berlin. Diskussionleiter waren unter anderem Peter Meier, Ulrike Meinhof, Norbert Adrian, Reimar Lenz und Eva-Maria Titze. Lenz war Mitveranstalter des „Studentenkongresses gegen Atomrüstung“ (Anfang 1959) und leitete die Sektion „Verantwortung der Wissenschaftler“.
Lenz gehörte in der Bundesrepublik zu den ersten, die sich kritisch mit der französischen Kolonialpolitik und insbesondere mit dem Algerienkrieg auseinandersetzte. Für Claus Leggewie zählt er zu den deutschen Kofferträgern, den Unterstützern der algerischen Unabhängigkeit, der 1959 damit begonnen hatte, Material über den Unabhängigkeitskrieg in Algerien zu sammeln. Er fand in Berlin Unterstützer, die sich als Algerien-Projekt konstituierten und eine Ausstellung zusammenstellten, die die Gräuel des Algerienkriegs in der Bundesrepublik zum Thema machte. Die Ausstellung tourte von West-Berlin aus durch mehrere deutsche Universitätsstädte, und das Ausstellungsteam hinterließ ein Tagebuch – „ein schönes Dokument der Politisierung in der frühen Bundesrepublik“ –, das im Februar 1962 in der alternative abgedruckt wurde (Ausgabe 22).
Als einer der ersten deutschsprachigen Schriftsteller setzte sich Lenz kritisch mit den Themen Religion und Religionskritik auseinander. Im Januar 1960 erschien in der Zeitschrift alternative ein Essay von Lenz unter dem Titel Sei unser Gast, eine Auseinandersetzung mit dem christlichen Glauben, auch dem eigenen. In der Zeitschrift Civis, dem Organ des „Ringes Christlich-Demokratischer Studenten“, erschien dazu ein Kommentar, der „Gott gelästert“ sah. Der Bundestagsabgeordnete Hermann Diebäcker erstattete Strafanzeige wegen Gotteslästerung; der Fall ging in die zweite Instanz, bis die Berliner Generalstaatsanwaltschaft am Ende doch das Ermittlungsverfahren einstellte. Das Magazin Der Spiegel berichtete darüber.
Lenz fühlte sich zur 68er-Bewegung nur bedingt hingezogen und flog für sechs Monate nach Tanger; dort schrieb er sein Hörspiel Begierig, Kundig, Eingedenk. Anfang der 1960er Jahre war er freier Mitarbeiter der satirischen Zeitschrift Pardon und der linken Zeitschrift Konkret; dazu kamen Veröffentlichungen in Alternativzeitschriften der gegenkulturellen Szene, unter anderem in Der Metzger. Daneben schrieb er Arbeiten für den Rundfunk, für Volkshochschulen und Akademien: Lyrik, Hörspiel, Essay, Reportage, Zeitkritik. Seine kritischen Kommentare über Veröffentlichungen in „Springer-Zeitungen“ wurden in Der Spiegel abgedruckt. Folgenreicher als alle anderen Schriften war seine Veröffentlichung über die Verfolgung Homosexueller in der Hitler-Diktatur; die erste Veröffentlichung erfolgte 1967 unter dem Pseudonym Wolfgang Harthauser. Diese Veröffentlichung wurde vom Holocaust-Museum in Washington als Pionierarbeit gewürdigt. Er war Veteran der ersten deutschen Bewegung „Kampf dem Atomtod“ und hielt siebzehn Jahre lang Friedensmahnwache bei der Gedächtniskirche in Berlin.

### Wirken
1960 hatte Lenz eine Dokumentarausstellung über die Opfer des Algerienkrieges angeregt und zusammen mit anderen organisiert; diese Ausstellung ging durch mehrere Universitäten. 1962 und 1964 Reisen nach Istanbul (von Lenz „Stambul“ genannt); einige Zeit danach eine Rundreise durch die Türkei. Der Politologe Claus Leggewie schrieb 1984 in dem von ihm herausgegebenen Buch Kofferträger: Als freier Schriftsteller beschäftigt er sich mit außereuropäischen Weltanschauungen und Religionen, mit türkischen Frühsozialisten und islamischen Mystikern. Zur „revolutionären Ungeduld“ hatte er nie ein Verhältnis gehabt; er verlegte sich lieber auf die theoretische und praktische Erfahrung der Subkultur und der gegenkulturellen Szene und spürte lange vor anderen dem ja wieder zu Ehren gekommenen subjektiven Faktor nach.
Es folgte sein Austritt aus dem Sozialistischen Deutschen Studentenbund (SDS); Lenz war wohl mehr ein „Linksliberaler“, der sich nicht so sehr als Schriftsteller sah, eher schon als Wahrheitssucher. 1983 erfolgte die Gründung und Veranstaltung einer abendlichen Freitagsgruppe mit den Themenkreisen „Inländer treffen Ausländer“ und „Gläubige treffen Ungläubige“, wobei Lenz auch die Verantwortung trug.
Anfang der 1970er Jahre zog Lenz mit seinem Partner Hans Ingebrand zusammen. Dieser wurde 1937 in Westfalen geboren und brach Malerlehre und Polizistenlaufbahn ab, um sich als Masseur und Hauswart seine Leidenschaft für die Malerei zu finanzieren. Als 2001 die Möglichkeit dazu geschaffen wurde, gingen sie eine eingetragene Lebenspartnerschaft ein. Lenz verweigerte sich dem Konsumdenken und lebte nach dem Motto: „Kultur ist, was man selber macht“; er sah sich selber nicht als Aussteiger, sondern als Einsteiger für eine neue Lebensart und Denkweise. Der 2009 unter dem Titel Die Aussteiger im Rahmen der Langzeitdokumentation Berlin – Ecke Bundesplatz gesendete Film porträtiert die langjährige Beziehung Lenz’ und seines Lebenspartners. Am 24. März 2013 zeigte das WDR-Fernsehen Die Aussteiger. Ein Zeitdokument der besonderen Art (1986–2012). Der Rundfunk Berlin Brandenburg (RBB) sendete am 26. März 2013 Der Aussteiger.

## Zitat
„Ja, ich bin nach Osten getrampt, folgte dem Ruf des Muezzins, wenn er an der Karanwanserei erklang. Fuhr dem Frührot entgegen, der Sonne der Sufis, die einst noch Gebete entzündet hatten und Hunger nach Gerechtigkeit. Es gibt sozusagen auch türkische Früh-Sozialisten...... . Jaja, ich habe so manchen Hafen besucht, aber doch nicht um vor Anker zu gehen. Ich folgte keinem Lotsen. Ich bekehrte mich zu jedweder Religion, als einem weiteren Beweis für die menschliche Schöpferkraft. Immer eingedenk der Tatsache, daß der Mensch sich die Götter schuf .... . Wüstenscheichen las ich heilige Silben vom Mund, Gurus fraß ich makrobiotische Körnerfutter aus der Hand, aber niemals für lange. Verzweifelt kratzte ich den Schutt der Geschichte auf der Suche nach den von Hagiographie verschütteten Heiligen.“

## Herausgeber
- Zusammen mit Richard Salis die Literaturzeitschrift Alternative. Blätter für Lyrik und Prosa. Skriver-Verlag, Berlin-Dahlem. Nr. 1, 1958 – Nr. 145/146, 1982. Diese Zeitschrift wurde später von Hildegard Brenner übernommen und mit ihrer eigenen Zeitschrift liiert.
- Die von Reimar Lenz und Richard Salis herausgegebene Zeitschrift Alternative ist nicht zu verwechseln mit der gleichnamigen Literaturzeitschrift Alternative, für Literatur und Diskussion. Hrsg. Hildegard Brenner. Berlin 1957 bis 1982.

## Schriften
- Die Atomrüstung und der Intellektuelle. Skriver, Berlin-Dahlem 1958.
- Der neue Glaube. Bemerkungen zur Gesellschaftstheologie der jungen Linken und zur geistigen Situation. Jugenddienst Verlag, Wuppertal 1969
- Das vergessene Ganze. Zur Selbstkritik der religiösen Subkultur. Frankfurt am Main 1974.
- Erschaffen und erschöpft: Ein Zwiegespräch mit der Schöpfungsgeschichte. Verlag der Ev.-Luth. Mission, Erlangen 1975, ISBN 3-87214-071-X.
- Caspar, ich liebe dich. Ein Versuch, dem US-Verteidigungsminister Caspar Weinberger die „Feindesliebe“ zu erklären. Wortwerkstatt, Bad Waldsee 1984.

Beiträge
- Wolfgang Harthauser (Pseudonym für Reimar Lenz): Der Massenmord an Homosexuellen im Dritten Reich. In: Willhart S. Schlegel (Hrsg.): Das grosse Tabu. Rütten und Loening, München 1967.
- Reimar Lenz: Auseinandersetzung mit Gottfried Benn. In: Peter Uwe Hohendahl (Hrsg.): Benn - Wirkung wider Willen.Dokumente zur Wirkungsgeschichte Benns. Frankfurt 1971
- Reimar Lenz: Zwischen den Stühlen – auf fruchtbarem Boden. Reimar Lenz zu Dieter Duhms neuem Buch Der Mensch ist anders. In: Zero – Zeitschrift für ganzheitliches Leben, Nr. 9, 1975.
- Reimar Lenz: Die Entprovinzialisierung der Republik. In: Claus Leggewie (Hrsg.): Kofferträger. Das Algerienprojekt der Linken im Adenauer-Deutschland. Rotbuch, Berlin 1984, ISBN 3-88022-286-X.

Reimar Lenz hatte mit anderen eine Dokumentarausstellung für die Opfer des Algerienkrieges organisiert; diese Ausstellung ging durch mehrere Universitäten Anfang der 1960er Jahre.

## Hör- und Laienspiele
- Begierig, Kundig, Eingedenk. Südwestrundfunk (SWR2), 1968.
- SWR2; Hörspiel von Reimar Lenz
- Kosmos Ibiza. Ein Reisebericht. Westdeutscher Rundfunk (WDR) 1968.
- Guru Null meets Dr. Martin Luther. Paraphrase auf Luthers Katechismus. Volkshochschule Tiergarten Berlin. Im Rahmen der literarischen Werkstatt Moabit, 2000.